# Milwaukeetief

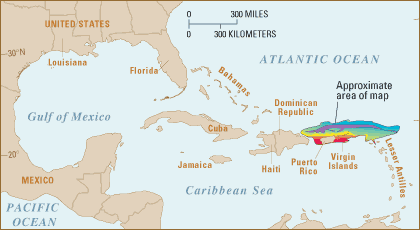
Lage des Puerto-Rico-Grabens

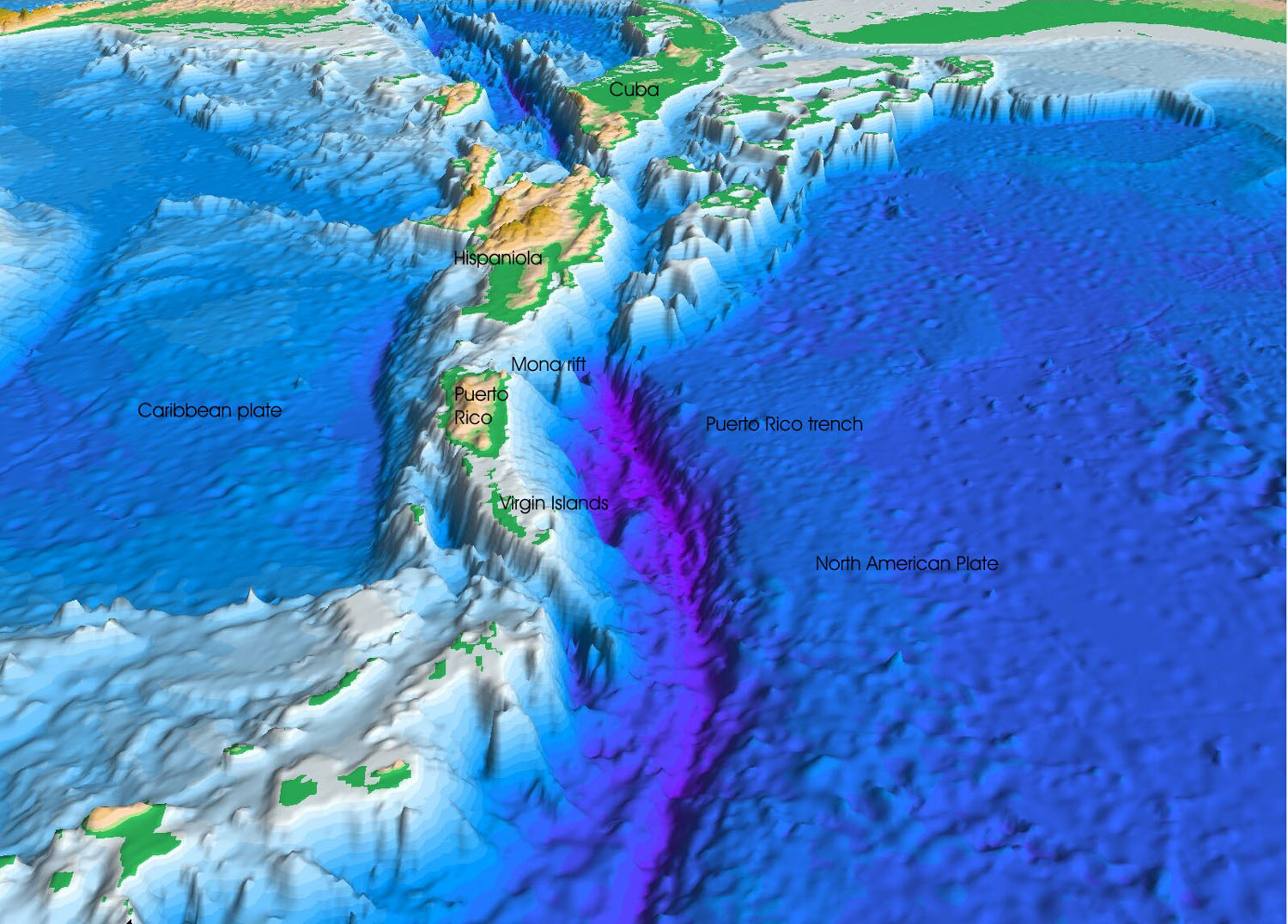
Perspektivische Ansicht des Meeresbodens im Atlantik und in der Karibik. Links unten die Antillen, und Florida oben rechts. Die Violettfärbung markiert den Puerto-Rico-Graben.

Das Milwaukeetief ist die mit ca. 8400 m tiefste Stelle im Atlantischen Ozean und befindet sich an dessen Westrand im Puerto-Rico-Graben und innerhalb des davon unklar abgrenzbaren Brownsontiefs. Es liegt 122,3 km nördlich von Punto Palmas Altas der Gemeinde Manatí vor der Küste Puerto Ricos und wurde nach dem US-Kreuzer Milwaukee benannt, der das Tief am 14. Februar 1939 entdeckte.
Die erste überlieferte Angabe zur Meerestiefe in diesem Gebiet (Brownsontief/Puerto-Rico-Graben) stammt von Messungen der Brigg USS Dolphin aus dem Jahre 1852, nach denen sie mit 7000 m angegeben wurde. Als Dolphintiefe ist es 1940 im Nomenklaturreport der Gesellschaft für physische Ozeanographie verzeichnet, wo die Tiefe mit 8525 m angegeben wird.
Angaben zu seiner Tiefe reichen aktuell von 8380 m bis 9219 m, wobei der zweite Wert allein auf der rechnerisch korrigierten Echolotmessung der USS Milwaukee beruht. Messungen im Anschluss an die Untersuchungen der Milwaukee ergaben stets Werte von weniger als 9000 m. So findet sich z. B. bereits 1942 bei Sverdrup in einem der ersten Überblicksbücher über Ozeanographie die Angabe 8750 m. Eine weitere Echolotmessung im Jahre 1954 ergab eine Tiefe von nur 8380 m.
Derzeit kann ein Wert um 8400 m als wahrscheinlich angesehen werden, wie er sich aus den Angaben im Überblicksartikel von Stewart und Jamieson (8740, 8710 und 8526 m) aus dem Jahr 2019 und insbesondere dem Ergebnis der Tauchgänge Victor Vescovos 2018 ergibt. Dabei wurde der näherungsweise ebene Tiefseeboden vom Tiefsee-U-Boot "Limiting Factor" bei 8376 m erstmals direkt erreicht.